# John Gould Fletcher
John Gould Fletcher, född 3 januari 1886, död 20 maj 1950, var en amerikansk författare.
Efter universitetsstudier reste John Fletcher i Europa 1908–1914, var i USA till 1916, då han slog sig ned i London. Där vistades han till 1933, då han återvände till USA. Fletcher, som intog intryck av och anslöt sig till imagisterna, debuterade 1913 med diktsamlingen The Dominant City. Bland hans verk märks diktsamlingarna Selected Poems (1938) och The Burning Mountain (1946), The Epic of Arkansas (1936) ett versepos om hans födelsestat, biografin Paul Gauguin (1921) och Some American Poets (1921), The Two Frontiers: A Study in Historical Psychology (1930), självbiografin Life is My Song (1937), och den historiska Arkansas (1947).